# Miss Martinica

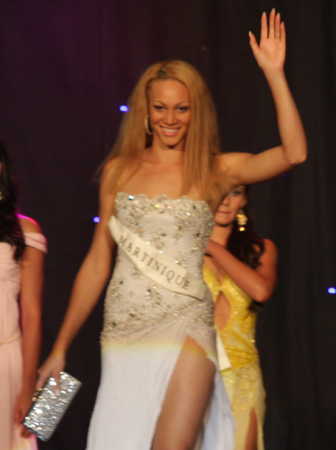
Elodie Delor, Miss Martinica 2008.

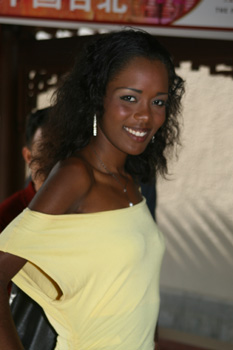
Vanessa Beauchaints, Miss Martinica 2007.

Miss Martinica, ufficialmente conosciuto col nome di Martinique Queens, è un concorso di bellezza femminile che si tiene annualmente in Martinica e che serve a selezionare le rappresentanti nazionali per i concorsi di Miss Mondo, Miss Terra, Miss International, Miss Intercontinental, Miss Tourism Queen, Miss Supranational e Caribbean Queen.

## Albo d'oro
| Anno | Rappresentante per Miss Mondo |
| ---- | ----------------------------- |
| 2006 | Moana Sarann Robinel          |
| 2007 | Stephanie Colosse             |
| 2008 | Vanessa Beauchaint            |
| 2009 | Ingrid Littré                 |
| 2010 | Tully Fremcourt               |
| 2011 | Axelle Perrier                |
| 2012 | Andy Govindin                 |
| 2013 | Julie Lebrasseur              |
| 2014 | Anaïs Delwaulle               |